# Ісмаїл ібн Шуаб
Ісмаїл ібн Шуаб (д/н — 813) — 1-й емір аль-Тефеліса.

## Життєпис
Походив з роду Шуабідів, ймовірно спорідненого з Омейядами. Вважається сином Саїда ібн аль-Хаяма ібн-Шаяба, що брав участь в підкоренні Іберії та можливо був першим аміртаміром (намісником) аль-Тефеліса або валі Джурзана (Аль-Армінії II).
Десь наприкінці VII ст., Ісмаїл був призначений багдадським халіфом Гаруном ар-Рашидом еміром аль-Тефеліса. З самого початку опинився в складній ситуації, оскільки вимушений був протистояти Адарнасе I, еріставт-еріставі Тао-Кларджеті та Леону II, царю Абхазії.
До 806 року влада й вплив тбіліського еміра суттєвого зменшилися. Між 807 і 810 роками Ісмаїл ібн Шуаб вимушений був обороняти аль-Тефеліс від нападу Ашота I Багратіоні, еріставт-еріставі Тао-Кларджеті. За цих обставин емір уклав союз з Гріголом, еріставі-хорєпископом Кахетії, який також протистояв Абхазії і Тао-Кларджеті.
809 року скористався розгардіяшем в Багдадському халіфаті після смерті халіфа Гаруна. Втім 810 року війська нового халіфа Аль-Аміна змусили Ісмаїла ібн Шуаба підкоритися. Можливо халіф планував замінити бунтівного еміра, але 811 року зазнав поразки від брата аль-Мамуна.
813 року повстав проти влади халіфа аль-мамуна. Йому на допомогу прийшов Грігол Кахетінський. Але у вирішальній битві на річці Ксані проти Ашота Багратіоні, якого халіф визнав ерісмтаваром Іберії, та Теодозіо II, царя Абхазії, емір Ісмаїл ібн Шуаб зазнав поразки й загинув. Новим еміром було призначено Мухаммада ібн Атаба.

## Родина
- Ісхак (д/н—853), 4-й емір аль-Тефеліса у 833—853 роках